# Distrito de Quinistaquillas
El distrito peruano de Quinistaquillas es uno de los 11 distritos de la provincia de General Sánchez Cerro, ubicada en el departamento de Moquegua, bajo la administración del Gobierno regional de Moquegua, en el sur del Perú.
Desde el punto de vista jerárquico de la Iglesia católica forma parte de la diócesis de Tacna y Moquegua la cual, a su vez, pertenece a la Arquidiócesis de Arequipa.

## Historia
El distrito fue creado mediante Ley n.º 12337 del 10 de junio de 1955 dada en el gobierno del presidente Manuel Odría. En la historia es necesario hablar de la explosión del Volcán Huaynaputina de Quinistaquillas en el año 1600. El pueblo antiguo quedó bajo las cenizas de este Volcán. El río Tambo atraviesa esta tierra de Quinistaquillas y provee al distrito de riquísimos camarones, pejerreyes, algunas truchas.

## Demografía
La población estimada en el año 2000 era de 521 habitantes.

## Autoridades

### Municipales
- 2023 - 2026[5]
  - Alcalde: Merlin Jorge Caytano Baldárrago
  - Regidores:

  1. Marcela Juana Bernedo Caytano
  2. Javier Andrés Cuarite Huacán
  3. Alexa Mirtha Ale Mamani
  4. Humberto Llamoca Del Castillo
  5. Yessica Elida Apaza Aliaga

### Policiales
- 2019 - 2020

Comisario de la comisaría Quinistaquillas 
Tnte PNP Luigy Montarely Solís Benavente

## Festividades
- 20 de mayo: San Isidro.